# 努拉劳
努拉劳（義大利語：Nurallao），是意大利撒丁大区南撒丁省的一个市镇。总面积34.76平方公里，人口1361人，人口密度39.2人/平方公里（2009年）。ISTAT代码为092116。